# Same Old Song and Dance
Singles de Aerosmith
Dream On
(1973) Train Kept A-Rollin'
(1974)
Same Old Song And Dance est une chanson du groupe de hard rock américain Aerosmith. Écrite par Joe Perry et Steven Tyler, elle ouvre l'album Get Your Wings paru en 1974. Bien quelle ne soit pas devenu un grand hit, elle est encore aujourd'hui diffusée sur les radios américaines et très régulièrement jouée en live.

## Structure
La chanson est construite autour d'un riff de guitare trouvé par Joe Perry. Steven Tyler a ensuite rapidement trouvé les paroles. Elle est également connue pour ses solos de guitare exécutés par Joe Perry et Brad Whitford. Cette chanson est également dans le jeu Guitar Hero 3: Legends of Rock. 

## En concert
La chanson bénéficie d'une élongation durant les concerts. En effet, vers le milieu de la chanson, un Jam musical y est intégré, où Steven Tyler chante en scat. Vers la fin de la chanson, Tom Hamilton et sa basse sont mis en avant.

## Autres albums
La chanson figure sur de nombreuses compilations du groupe comme : Greatest Hits (où elle est réduite de 52 secondes), Pandora's Box, O, Yeah! Ultimate Aerosmith Hits. Ainsi que sur les lives : Classics Live! II, A Little South of Sanity et Rockin' the Joint et sur le DVD live You Gotta Move.

## Musiciens pour l'enregistrement
- Steven Tyler : chant
- Joe Perry : guitares, chœurs
- Brad Whitford : guitares
- Tom Hamilton : basse
- Joey Kramer : batterie, percussions
- Michael Brecker : saxophone ténor
- Stan Bronstein : saxophone baryton
- Randy Brecker : trompette
- Jon Pearson : trombone